# 육군기계화학교
육군기계화학교(陸軍機械化學校, 영어: Republic of Korea Army Armor School)는 전라남도 장성군 상무대에 있는 대한민국 육군의 군사 학교이다.

## 교육 운영 체제
보병학교, 공병학교, 포병학교 등과 함께 상무대로 통칭된다. 초급 기갑 장교, 초급 기갑 부사관, 전차와 장갑차의 조종 및 운용을 맡는 특기병을 교육한다.
현재, 대한민국 기갑 및 기계화부대(기계화보병사단, 기동사단, 기갑여단 등)에서 K21 보병전투장갑차, K200계열 보병탑승장갑차를 운용예정이거나 운용하는 보병병과 장교 및 부사관은 육군보병학교 및 부사관학교에서 교육을 받지 않고 육군기계화학교에서 교육을 받는다.

## 역사
육군 기계화학교는 1950년에 설치된 육군 종합학교 전차과가 학교의 모태로서 1951년에 전남 광주로 부대이전을 하여 1953년에 육군 기갑학교로 창설되었다. 그 이후 1994년에 전라남도 장성군 상무대로 부대 이전을 하여 1995년에 기갑학교에서 기계화학교로 개편을 하였다.

## 같이 보기
- 분류:육군기계화학교 동문